# Bernstein Béla

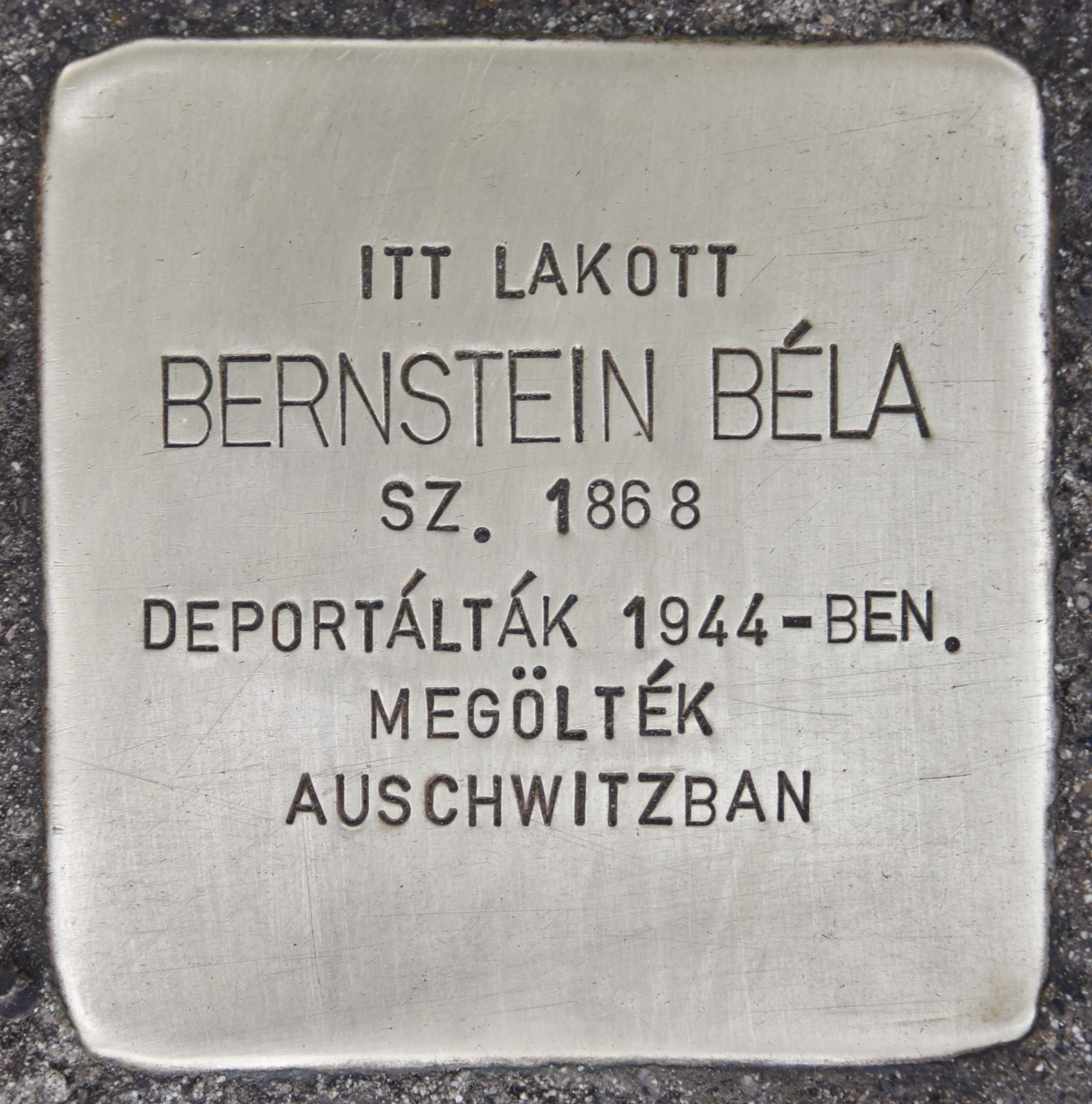
Botlatókő, Nyíregyháza, Szarvas u. 24.

Bernstein Béla (Várpalota, 1868. január 7. – Auschwitz, 1944 júniusa) főrabbi, történész, bibliafordító. Édesapja Bernstein Lipót, édesanyja Ledeczky Róza volt. Testvérei: Berta, Otília és Sámuel
Felesége Korein Júlia (Pápa, 1870). Gyerekeik: Róza (Szombathely, 1894, november 20 - Szombathely, 1904. november 21.), Leó (Szombathely, 1896. június 20. - Budapest, 1971.) és Eszter (Szombathely, 1900. május 20. - Budapest, 1953. július 17.)

## Életpályája
Tanulmányait a budapesti rabbiképzőben végezte. 1890-ben Lipcsében avatták filozófiai doktorrá, majd 1890-1892-ig a budapesti Rabbiképző növendéke volt. 1892-ben lett rabbi. Előbb a szombathelyi, majd 1909. április 20-án iktatták be a nyíregyházi zsidó hitközségnél főrabbinak. Már Rakamazon várta a nyíregyházi status quo ante hitközség küldöttsége, élén az alelnökkel, Führer Mihállyal; együtt érkezett a nyíregyházi állomásra, ahol a tömeg lelkes ovációval fogadta az új főrabbit, majd Májerszky Béla polgármester és dr. Rosenberg Emil hitközségi elnök köszöntője után a város négyes díszhintóján vonult be a fellobogózott városba.
Bevallhatom, ma azt is, hogy arra a nagy elhatározásomra, mely 1909-ben felcserélte velem a szombathelyi rabbiállást a nyíregyházival, döntő befolyással volt az Egyenlőség, illetve Szabolcsi Miksa, aki arról igyekezett engem meggyőzni, hogy valóságos misszió vár reám az ő pátriájában, Szabolcsban, ahol eladdig olyan modern képzettségű, konzervatív rabbi, mint csekélységem, még nem működött.
Alelnöke és buzgó, aktív tagja volt az 1906-ban alakult Országos Rabbiegyesületnek, melynek minden megmozdulásában tevékenyen részt vett. Az 1929-ben alakult Statusquo Hitközségek Országos Szövetsége egyházi elnökének választotta.
Szaktárgya a zsidó történet és a magyar zsidók szabadságharcbeli története volt, melyről készült monográfiája először 1898-ban, az 1848-49-es forradalom és szabadságharc ötvenedik évfordulóján jelent meg. 1944 tavaszán deportálták Auschwitzba és ott mártírhalált halt. Széles körű történetírói, irodalmi tevékenységet fejtett ki. Magyarra fordította Mózes öt könyvét.

## Főbb művei
- A szombathelyi izraelita népiskola története (Bp., 1896)
- A Tóra (Imit bibliafordítás (Bp., 1896)
- Az 1848-49-iki magyar szabadságharc és a zsidók (Bp., 1898; Jókai Mór előszavával) Online; A mű rövidített átdolgozása: 1848 és a magyar zsidók. Bp, 1906. Online
- A jogakadémiai tanár és a zsidó erkölcs (Bp., 1917)
- Zsidó vallástan (Tankönyv, Nyíregyháza, 1922)
- A zsidóság története I-IV. (Tankönyv, Nyíregyháza, 1922-23)
- Zsidó honvédek a szabadságharcban (Bp., 1925)
- Jókai és a zsidók (Bp., 1925)

## Egyéb
A Szombathelyi Zsidó Hitközség Bernstein Béla, egykori szombathelyi rabbiról nevezte el megújult hitközségi intézményét: Bernstein Béla Kulturális Központ. Az intézményt 2011 őszén avatták fel; célkitűzése a "kifelé nyitás" – azaz hogy a zsidó kultúra iránt érdeklődő nyilvánosság számára lehetőséget nyújtson különböző tematikájú rendezvényei által.
Nyíregyháza Megyei Jogú Város Közgyűlése 2017. december 14-én egyhangúlag jóváhagyta azt a közterületek elnevezésére irányuló előterjesztést, amely szerint a Vasvári Pál utca, a Rákóczi utca, a Kossuth utca és a Dob utca által határolt terület egy részét, ahol a városi holokauszt emlékmű áll, Bernstein Béla főrabbiról nevezzék el.